# William Smith O'Brien
Pour les articles homonymes, voir O'Brien.
William Smith O'Brien (en irlandais : Liam Mac Gabhann Ó Briain), né le 17 octobre 1803 à Newmarket-on-Fergus et mort le 18 juin 1864 à Bangor, est un homme politique irlandais.

## Biographie
Nationaliste irlandais et membre du Parlement, il dirige le mouvement Jeune Irlande. Il promeut également l'usage de la langue irlandaise.
Reconnu coupable de sédition pour la Rébellion de la Jeune Irlande en 1848 (en), sa sentence de mort est commuée par une déportation à Van Diemen's Land. En 1854, il est libéré à la condition de ne pas revenir en Irlande et il vit à Bruxelles deux années. En 1856, O'Brien est finalement gracié et retourne vivre en Irlande, sans toutefois être à nouveau actif en politique.

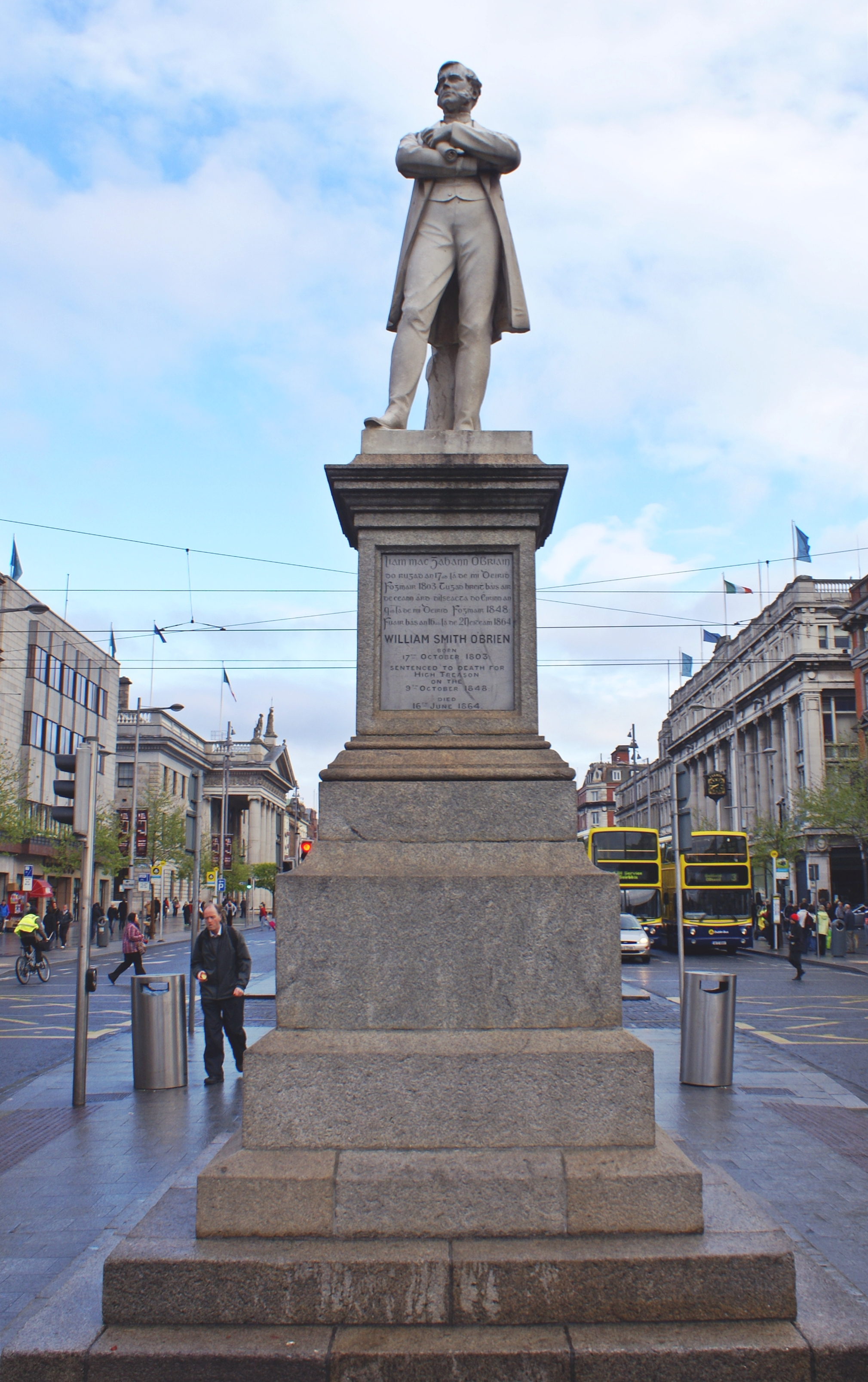
Monument consacré à William Smith O'Brien sur O'Connell Street.